# Јагош Пурић
Јагош Пурић (Коврен, Бијело Поље, 16. новембар 1942 — Београд, 11. децембар 2022) био је српски физичар, ректор Београдског универзитета школских 1998/99. и 1999/2000.

## Биографија
После основне и средње школе које је завршио у родном месту, дошао је у Београд да студира на Природно-математичком факултету, Групи за физику. Током студија био је члан универзитетских партијских организација.
Дипломирао је у 23. години као један од најбољих студената Београдског универзитета. Брзо је напредовао у научној и универзитетској каријери, тако да је магистрирао у 27. а докторирао у 30. Једно краће време је предавао у гимназији, да би затим 1967. постао асистент на ПМФ-у. Доцент је постао у 31. години, затим ванредни професор, а потом редовни професор у 42. години. Пурић је био и редовни професор Физичког факултета за предмете Примењена спектроскопија и Физика атома.
Написао је неколико уџбеника и збирки задатака из физике. Његова докторска дисертација звала се „Испитивање Штарковог ширења и померања спектралних линија неутралних атома и јона у плазми“, 1972. на 215 страна.
Све време је био политички активан, био је секретар Општинског одбора СК, члан Централног одбора Савеза студената Југославије, извршни секретар Председништва Универзитетског комитета СК Београда, члан комисије за идејно деловање СК у области образовања, науке и културе ЦК СК Србије.
Постао је ректор Београдског универзитета 1998. указом Владе Србије. Те године је усвојен Закон о универзитету којим је укинута аутономија универзитета. Последица тога је била да је велики број асистената и професора Београдског универзитета напустио универзитет. По том закону Влада је именовала декане факултета и ректора. Тако је Јагош Пурић постао указни, а не изабрани ректор. После промена од 5. октобра 2000. Јагош Пурић је престао да обавља функцију ректора Београдског универзитета и наследила га је Марија Богдановић. Проректори за време његовог мандата били су Предраг Ђорђевић, Маја Леви Јакшић и Никола Ристић.
Био је члан ЈУЛ-а и у пријатељском односу са Миром Марковић и Слободаном Милошевићем.
Преминуо је у Београду 11. децембра 2022. године у 81. години живота и сахрањен је 15. децембра 2022. у Алеји заслужних грађана на Новом гробљу у Београду.

## Одабрана дела
- Основе физике
- Физика
- Збирка решених задатака из атомске физике
- Збирка решених задатака из физике